# 시크 제국
시크 제국(19세기 초~1849년)은 19세기 인도 펀자브 지방에 시크교도들이 세웠던 국가로 영국의 침략으로 인해 붕괴되었다.

## 역사
19세기 초 란지트 싱이 펀자브 지방에 할거하던 시크교도들을 규합하여 세운 왕국이다. 1818년 제3차 마라타 전쟁 이후에도 영국에게 굽히지 않는 유일하고 강력한 왕국으로 이름을 떨쳤다.
그러나 1838년 제1차 영국-아프가니스탄 전쟁 당시 영국군에게 아프가니스탄으로 가는 길을 비켜주지 않아 양국 관계가 긴장되기 시작했고 1839년 란지트 싱이 죽자 시크 제국은 여러 세력으로 분열되어 사후 6년 동안 계속된 궁중 반란과 암살로 혼란에 빠졌다.
그리고 1845년 12월 영국군의 공격을 방지한다는 구실로 영국령 인도를 침범했다가 영국과의 제1차 시크 전쟁이 발발해 크게 패배했다.
이후 1848년 4월 물탄의 지방장관 물라지의 반란으로 전국적인 봉기가 일어나 다시 영국과의 제2차 시크 전쟁이 발발했고 치열한 전투 끝에 시크교도들은 패배하고 1849년 3월 12일 펀자브 지방이 영국령 인도에게 병합당하면서 시크 왕국은 붕괴했다.

## 같이 보기
- 파키스탄의 역사
- 인도의 역사
- 무굴 제국